# Drapeau de Sealand
Le drapeau de la Principauté de Sealand est un drapeau tricolore rouge, blanc et noir. C'est l'un des symboles de la Principauté de Sealand, une micronation installée sur une ancienne plate-forme militaire appelée Fort Roughs, au large du Royaume-Uni.

## Consécrations
Le drapeau de Sealand est brandi par l'alpiniste Slader Oviatt en 2004 au sommet du Mustagh Ata. En 2013, l'alpiniste Kenton Cool (en) place le drapeau au sommet de l'Everest,.

## Variante
Il existe une variante du drapeau officiel, utilisé par le prince de Sealand composé du drapeau avec les Armoiries de Sealand sur fond blanc dans la partie rouge.